# Notophthiracarus brasiliensis
Notophthiracarus brasiliensis är en kvalsterart som först beskrevs av Pérez-Íñigo och Baggio 1980.  Notophthiracarus brasiliensis ingår i släktet Notophthiracarus och familjen Phthiracaridae. Inga underarter finns listade i Catalogue of Life.